# 臨汾市
臨汾市（りんふん-し）は、中華人民共和国山西省南部、汾河下流域にある地級市。汾河が貫く臨汾盆地に位置し、市の西側の陝西省との境には黄河が流れる。
古称は堯都。伝説上、堯の故郷とされる。

## 歴史
臨汾は華夏文化の発祥の地とされ、『帝王世紀』によれば堯が都城を設けた平陽が現在の臨汾に当たるとされる。また禹による九州設置の際には冀州が設置された。
春秋時代は晋が国都を置き統治し、戦国時代に晋が韓・趙・魏に分裂すると、韓が平陽に都城を設け臨汾を統治していた。
秦による中国統一が達成されると、郡県制が施行され、臨汾は河東郡が設置され漢代まで継承された。三国時代には247年（正始8年）に魏により平陽県が設置されている。その後も中原地区の要衝としての地勢的価値が高く前趙を建国した劉淵は309年（河瑞元年）にこの地に遷都している。
北魏による支配下では晋の古称である唐の名称が州名に採用された時期もあったが、隋代になると583年（開皇3年）に臨汾郡が設置されこの名称が現在まで継承されることとなった。
解放後の1948年2月、晋南区として行政改編を受け、その後臨汾専区、晋南専区、臨汾専区と行政の変遷があった。1978年に臨汾行政公署が成立、1983年には臨汾市が成立し、更に2000年11月1日に地級市に昇格し現在に至っている。

## 行政区画
1市轄区・2県級市・14県を管轄する。
- 市轄区：
  - 堯都区
- 県級市：
  - 侯馬市・霍州市
- 県：
  - 曲沃県・翼城県・襄汾県・浮山県・安沢県・古県・洪洞県・汾西県・蒲県・隰県・永和県・大寧県・吉県・郷寧県

| 臨汾市の地図                                                                                                   |
| --- |
| 堯都区 曲沃県 翼城県 襄汾県 浮山県 安沢県 古県 洪洞県 汾西県 蒲県 隰県 永和県 大寧県 吉県 郷寧県 侯馬市 霍州市 |

### 年表

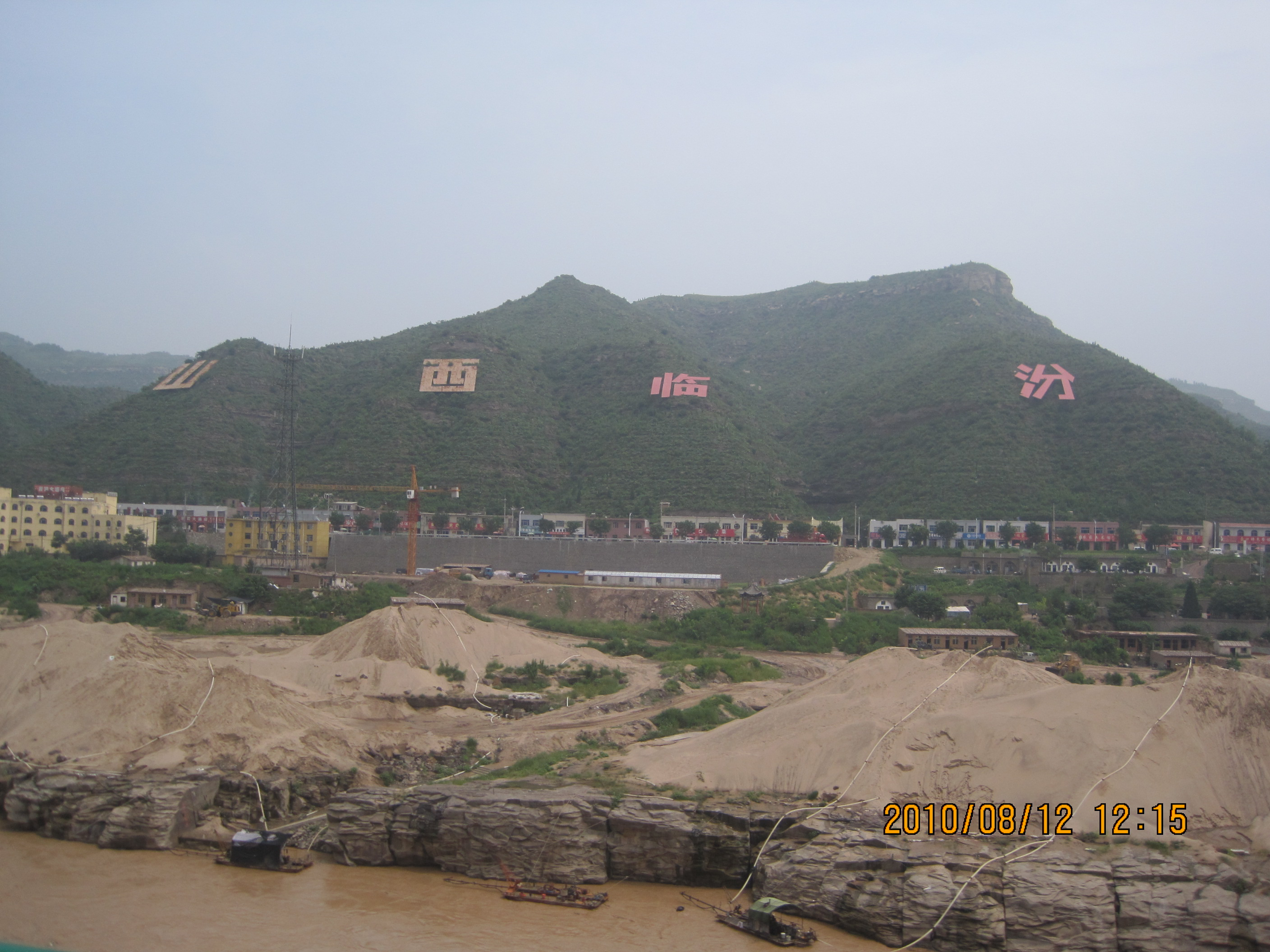
壷口瀑布の近くの山にある山西臨汾の看板

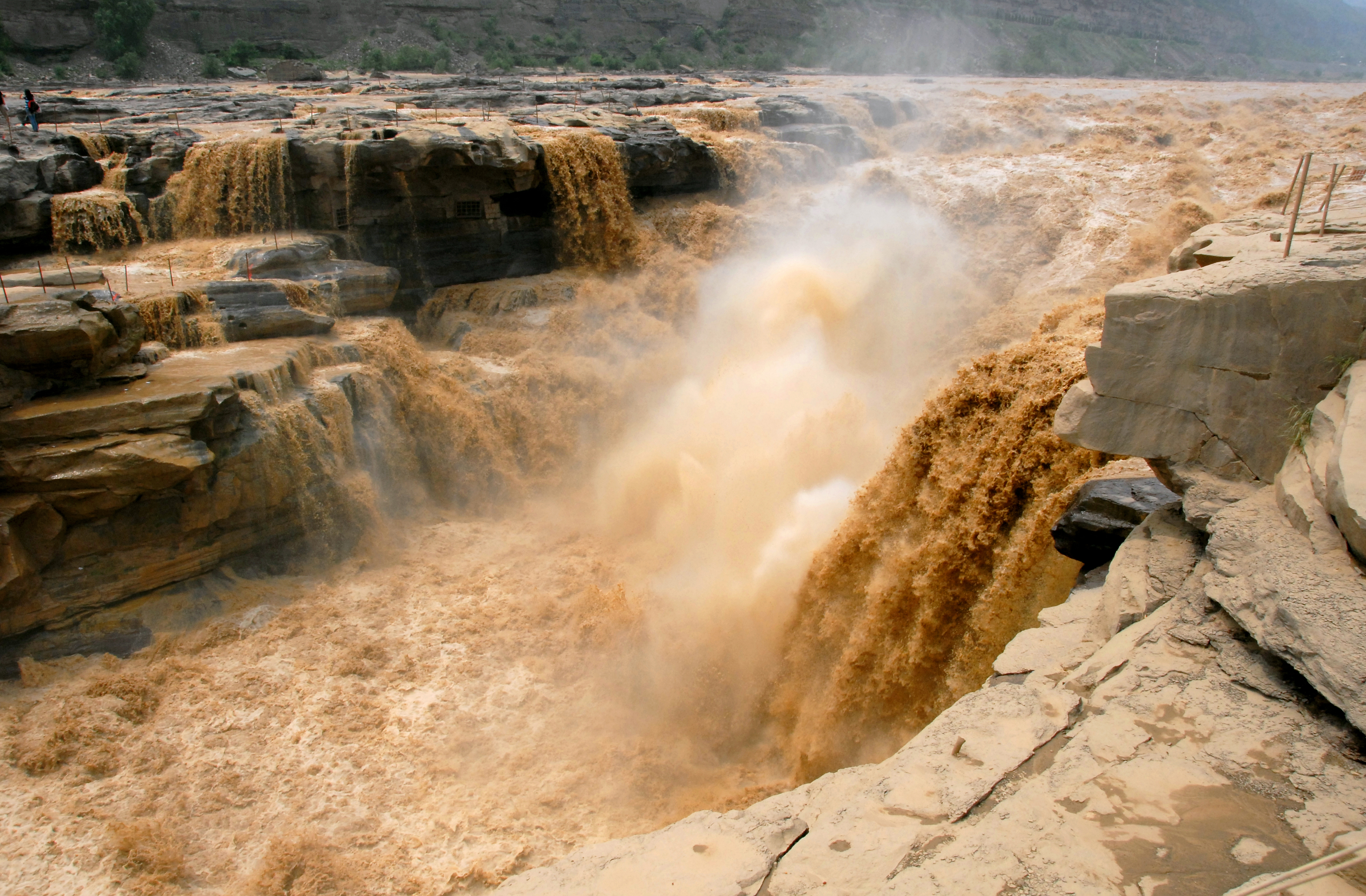
吉県の壷口瀑布

この節の出典

#### 臨汾専区(1949年-1954年)
- 1949年10月1日 - 中華人民共和国山西省臨汾専区が成立。臨汾市・襄陵県・曲沃県・吉県・郷寧県・汾城県・安沢県・大寧県・永和県・蒲県・汾西県・隰県・趙城県・洪洞県・霍県・浮山県・翼城県が発足。(1市16県)
- 1949年11月23日 - 臨汾市が県制施行し、臨汾県となる。(17県)
- 1951年3月16日 - 汾陽専区石楼県を編入。(18県)
- 1954年4月9日 - 臨汾専区が運城専区と合併し、晋南専区の発足により消滅。

#### 晋南地区
- 1954年4月9日 - 臨汾専区(18県)・運城専区(17県1鎮)が合併し、晋南専区が発足。(30県1鎮)
  - 臨晋県・猗氏県が合併し、臨猗県が発足。
  - 万泉県・栄河県が合併し、万栄県が発足。
  - 虞郷県・解県が合併し、解虞県が発足。
  - 洪洞県・趙城県が合併し、洪趙県が発足。
  - 襄陵県・汾城県が合併し、襄汾県が発足。
- 1955年7月28日 - 運城鎮が安邑県に編入。(30県)
- 1958年5月29日 (28県)
  - 隰県・大寧県が合併し、隰寧県が発足。
  - 霍県・汾西県が合併し、霍汾県が発足。
- 1958年11月21日 (1市13県)
  - 晋東南専区沁水県の一部が翼城県に編入。
  - 曲沃県・新絳県および襄汾県・絳県の各一部が合併し、侯馬市が発足。
  - 浮山県および襄汾県の残部が臨汾県に編入。
  - 絳県の残部が翼城県・聞喜県・垣曲県に分割編入。
  - 永和県・隰寧県・石楼県・蒲県が合併し、呂梁県が発足。
  - 吉県が郷寧県に編入。
  - 霍汾県・洪趙県が合併し、洪洞県が発足。
  - 河津県が稷山県に編入。
  - 安邑県・解虞県および臨猗県・永済県の各一部が合併し、運城県が発足。
  - 臨猗県の残部が万栄県に編入。
  - 永済県の残部が芮城県に編入。
  - 夏県が聞喜県・垣曲県に分割編入。
- 1959年3月22日 - 万栄県が稷山県に編入。(1市12県)
- 1960年1月7日 (1市18県)
  - 運城県の一部が分立し、臨猗県が発足。
  - 稷山県の一部が分立し、万栄県が発足。
  - 臨汾県の一部が分立し、浮山県が発足。
  - 洪洞県の一部が分立し、霍汾県が発足。
  - 呂梁県の一部が分立し、蒲県・石楼県が発足。
- 1961年7月9日 (1市26県)
  - 霍汾県が分割され、霍県・汾西県が発足。
  - 侯馬市・翼城県・聞喜県の各一部が合併し、絳県が発足。
  - 聞喜県の一部が分立し、夏県が発足。
  - 侯馬市・臨汾県の各一部が合併し、襄汾県が発足。
  - 郷寧県の一部が分立し、吉県が発足。
  - 運城県の一部が分立し、永済県が発足。
  - 呂梁県が分割され、大寧県・永和県・隰県が発足。
- 1962年3月27日 (1市28県)
  - 侯馬市の一部が分立し、新絳県が発足。
  - 稷山県の一部が分立し、河津県が発足。
- 1963年3月16日 - 侯馬市が県制施行し、曲沃県となる。(29県)
- 1970年1月11日 - 晋南専区が晋南地区に改称。(29県)
- 1970年3月21日 
  - 臨汾県・曲沃県・吉県・郷寧県・安沢県・大寧県・永和県・蒲県・汾西県・隰県・洪洞県・霍県・浮山県・翼城県・襄汾県・石楼県が臨汾地区に編入。
  - 河津県・稷山県・新絳県・聞喜県・夏県・平陸県・永済県・芮城県・垣曲県・絳県・運城県・万栄県・臨猗県が運城地区に編入。

#### 臨汾地区(1970年-2000年)
- 1970年3月21日 - 晋南地区臨汾県・曲沃県・吉県・郷寧県・安沢県・大寧県・永和県・蒲県・汾西県・隰県・洪洞県・霍県・浮山県・翼城県・襄汾県・石楼県を編入。臨汾地区が成立。(16県)
- 1971年4月6日 (15県)
  - 石楼県が呂梁地区に編入。
  - 隰県の一部が呂梁地区孝義県・中陽県、晋中地区霊石県の各一部と合併し、呂梁地区交口県となる。
- 1971年6月5日 (2市16県)
  - 曲沃県の一部が分立し、侯馬市が発足。
  - 臨汾県の一部が分立し、臨汾市が発足。
  - 安沢県・浮山県の各一部が合併し、古県が発足。
- 1983年7月28日 - 臨汾県が臨汾市に編入。(2市15県)
- 1989年12月23日 - 霍県が市制施行し、霍州市となる。(3市14県)
- 2000年6月23日 - 臨汾地区が地級市の臨汾市に昇格。

#### 臨汾市
- 2000年6月23日 - 臨汾地区が地級市の臨汾市に昇格。(1区2市14県)
  - 臨汾市が区制施行し、堯都区となる。

## 経済
臨汾には960億トンという豊富な石炭埋蔵量が確認され郷寧を中心に炭鉱開発が進められている。また鉄鉱石や石膏なども産出されているが、これら鉱業の発達に伴い2007年にはブラックスミス研究所による世界の十大汚染地域に指定されるなど深刻な環境問題を引き起こしている。

## 古跡
鉄仏寺、堯廟、堯陵、竜子祠、后土廟
西部の吉県には、黄河本流にできた最大級の滝である壷口瀑布がある。

## 交通

### 航空
- 臨汾喬李空港

## 友好都市
- 日本・埼玉県秩父市